# Diócesis de Hamar (antigua)
La diócesis de Hamar (en latín: Dioecesis Hamarensis y en noruego: Hamar bispedømme) fue una circunscripción eclesiástica de la Iglesia católica en Noruega. Fue suprimida el 2 de septiembre de 1537 por decisión del rey de Dinamarca y Noruega y suplantada por una superintendencia luterana, y de hecho suprimida como diócesis católica al morir su último obispo el 3 de octubre de 1542. Se trataba de una diócesis latina, sufragánea de la arquidiócesis de Nidaros.

## Territorio y organización

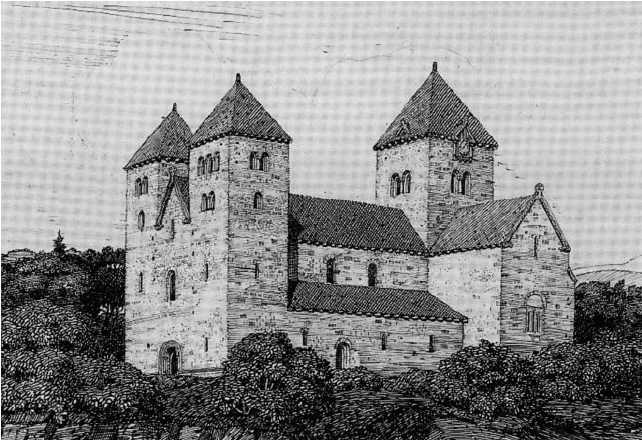
La catedral de Hamar, como se habría visto en la Edad Media, según Olaf Nordhagen

La diócesis extendía su jurisdicción sobre los fieles católicos de rito latino residentes en el territorio de los actuales condados de Innlandet y Buskerud, y los municipios de Hjartdal, Notodden, Seljord, Tinn y Vinje, pertenecientes al condado de Telemark. Desde el 29 de abril de 1953 el área es parte de la diócesis de Oslo.
La sede de la diócesis se encontraba en la ciudad de Hamar, en donde se hallaba la Catedral de la Santísima Trinidad, que en 1567 fue destruida por el ejército sueco durante la guerra Nórdica de los Siete Años.

## Historia
En 1152 el papa había enviado un legado, el cardenal inglés Nicolas Brekspeare (el futuro papa Adriano IV) a Noruega para organizar una provincia eclesiástica en los dominios noruegos. En esta ocasión se erigió la diócesis de Hamar, separando su territorio de la diócesis de Oslo, convertida en sufragánea de la arquidiócesis de Nidaros.
El primer obispo fue Arnold, trasladado de la diócesis de Garðar en Groenlandia, quien pronto inició la construcción de la catedral, terminada por el obispo Paul a mediados del siglo XIII. Posteriormente el edificio fue ampliado en estilo gótico.
Hay poca información sobre el capítulo de canónigos de la catedral. Parece que hasta principios del siglo XIV era el capítulo de Oslo el que elegía a los obispos de Hamar. En esta época, en Hamar están documentadas la residencia de los obispos, la de los canónigos y una escuela, quizás monástica. Todos estos edificios están ahora reducidos a ruinas, porque la ciudad medieval de Hamar fue destruida en la segunda mitad del siglo XVI y la ciudad moderna no surgió hasta el siglo XIX.
Entre los obispos de Hamar se recuerda especialmente al cisterciense Torfinn (1278-1285). Obligado a huir de Noruega, huyó primero a Roma y luego al monasterio cisterciense de Ter Doest en Brujas, donde murió. Allí se convirtió en objeto de culto y veneración.
Entre septiembre y noviembre de 1349 el territorio de Hamar fue devastado por la peste que, según algunas estimaciones, provocó la muerte de dos tercios de la población, incluido el obispo Hallvard.
A principios del siglo XVI se consolidó en Noruega un movimiento antidanés, del que parece que también formó parte el obispo Karl Jensson Skonk. Hecho prisionero por engaño, murió en 1512.

### Reforma protestante
Como conclusión de la guerra del Conde, el 6 de agosto de 1536 Cristián III entró en Copenhague y en la noche del 12 de agosto llevó a cabo un golpe de Estado durante el cual fue capturado el arzobispo Torbern Bille de Lund junto con dos obispos que estaban en la ciudad. Luego los demás obispos del reino fueron detenidos. El rey convocó una asamblea de notables en Copenhague el 20 de octubre de 1536, en la que se decidió que los obispos debían ser depuestos y sus bienes confiscados en beneficio de la corona.
El obispo Mogens Lauritssøn de Hamar apoyó a Cristián II en contra de Cristián III. En abril de 1537, para convertir a Noruega al luteranismo, el rey Cristián III envió un ejército a través del mar del Norte. Sus tropas llegaron a la fortaleza de Bergenhus en Bergen el 1 de mayo de 1537. Liderados por Truid Ulfstand, se dirigieron a Nidaros, pero el arzobispo ya había huido al exilio, así que fueron por los obispos restantes. El obispo Lauritssøn se rindió el 23 de junio de 1537 y fue tomado prisionero y enviado al monasterio de Antvorskov en Dinamarca, en donde murió el 3 de octubre de 1542.
El 2 de setiembre de 1537 el rey Cristián III firmó el Ordinatio ecclesiastica regnorum Daniae et Norwegiae et ducatuum Slesvicencis, Holtsatiae etc. etc., por el que en el Reino de Dinamarca y Noruega las diócesis fueron convertidas en superintendencias luteranas, suplantando formalmente a las diócesis católicas. La diócesis fue así suprimida por el rey.
La superintendencia luterana de Hamar fue administrada desde el 2 de septiembre de 1537 por el superintendente de Bergen, Gjeble Pederssøn, y desde 1541 fue unida a la de Oslo. La ciudad de Hamar fue destruida por el ejército sueco en 1567 y refundada en 1849, por lo que en 1864 se produjo la restauración de la diócesis de Hamar por la Iglesia de Noruega.

## Episcopologio
- Arnald † (1152-? falleció)
- Orm † (mencionado en 1164)
- Ragnar †
- Torir †
- Ivar Skjalg † (29 de junio de 1194-1221 falleció)
- Hallvard † (1221-1231 falleció)
- Pål † (1232-1251 falleció)
- Peter, O.P. † (11 de marzo de 1253-1250 falleció)
- Gilbert † (4 de marzo de 1263-después de 1275 renunció)
- Torfinn, O.Cist. † (1278-8 de enero de 1285 falleció)
- Jørund † (1286-15 de febrero de 1287 nombrado arzobispo de Nidaros)
- Torstein † (1288-1304 falleció)
- Ingjald † (1306-1314 falleció)
- Bottolf † (1318-1319 falleció)
- Hallvard † (7 de julio de 1320-1349 falleció)
- Olaf †
- Håvard † (agosto de 1351-1363 falleció)
- Magnus Slangestorp, O.P. † (29 de mayo de 1364-1380 falleció)
- Sigurd † (1383-1419 falleció)
- Annbjørn Sunnulvsson † (24 de enero de 1420-? falleció)
- Peder Boson † (8 de julio de 1433-después de agosto de 1440 falleció)
- Gunnar Thorgardsson † (junio de 1442-1473 falleció)
- Karl Sigurdsson Skaktavl † (22 de diciembre de 1476-28 de diciembre de 1487 falleció)
- Herman Trulsson † (28 de mayo de 1488-circa 1503 falleció)
- Karl Jensson Skonk † (1504-1512 falleció)
- Mogens Lauritssøn † (1513-3 de octubre de 1542 falleció)